# كراشنيات
الكراشنيات (الاسم العلمي: Ceratophylloidea) هي فصيلة عليا من الحشرات يتبع رتبة البرغوثيات من طبقة البانوربيديات.

## فصائل
- كراشية

## أجناس
- الكراش